# شرلی (نیویورک)
شرلی (به انگلیسی: Shirley) یک منطقهٔ مسکونی در ایالات متحده آمریکا است که در شهرستان سافک، نیویورک واقع شده‌است. شرلی ۳۰٫۸ کیلومتر مربع مساحت و ۲۷٬۸۵۴ نفر جمعیت دارد و ۱۶ متر بالاتر از سطح دریا واقع شده‌است.